# Société des avions Caudron

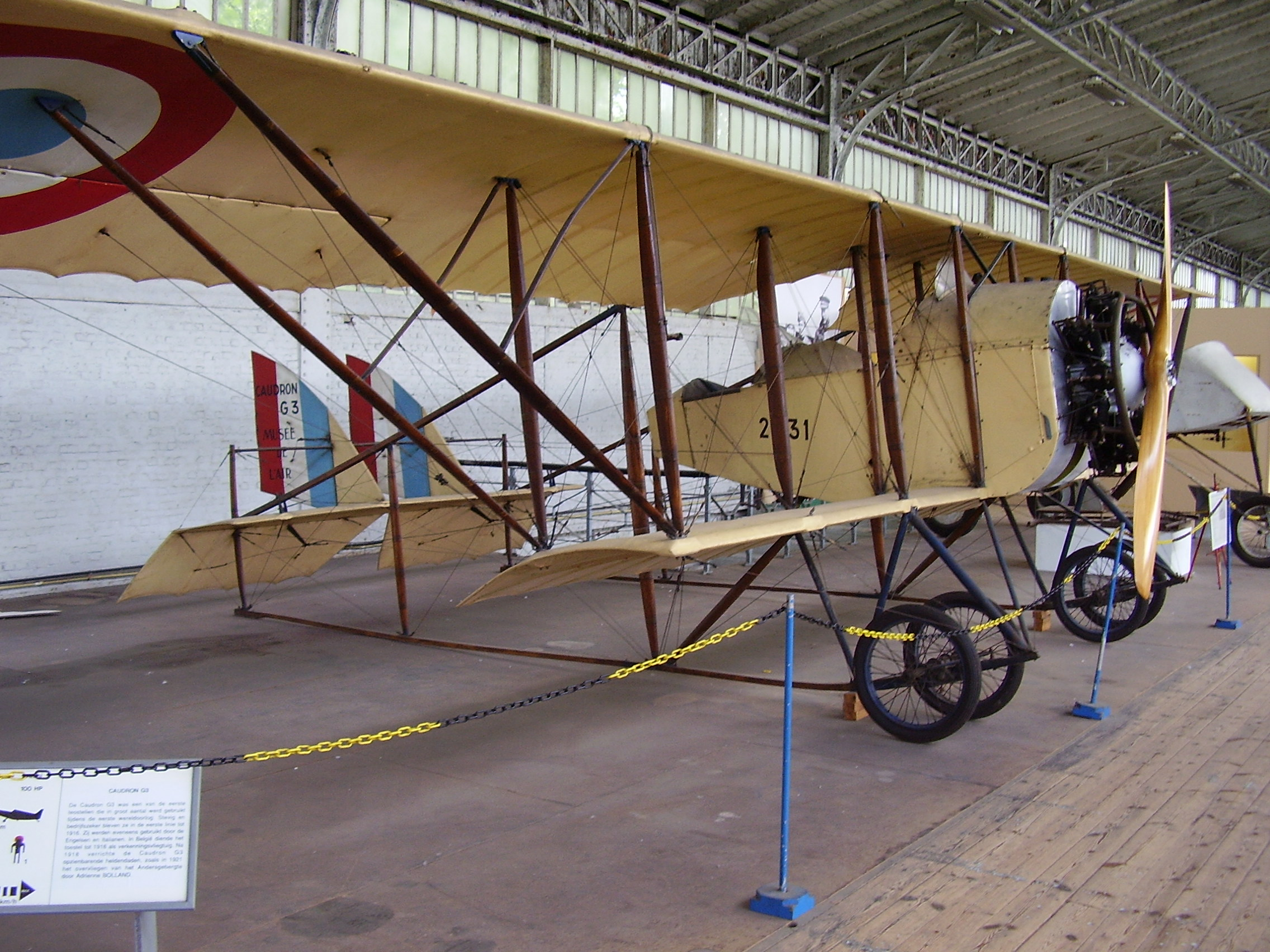
Caudron G3

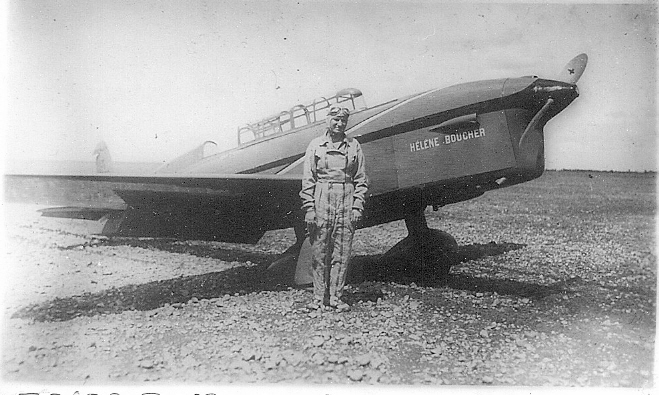
La pilota francese Hélène Boucher davanti al suo Caudron Rafale

La Société des avions Caudron (in italiano: Società degli aerei Caudron) fu un costruttore francese di aerei, attivo dal 1909 al 1933.
Creata dai fratelli Caudron nel 1909, si rese in breve tempo famosa per lo sviluppo di aerei ad alte prestazioni fin dall'inizio della prima guerra mondiale.
Il Caudron G.2 del 1914 e il G.3, progettati da Gaston Caudron, furono introdotti nelle squadriglie francesi di ricognizione alla fine del 1914.
Questi aerei diedero origine al bimotore G.4 sesquiplano poi al G.6 avente la fusoliera completamente carenata.
Il bimotore a tre posti R11 fu armato di mitragliatrice e divenne operativo nel 1915.
Dopo la guerra, Caudron, come gli altri costruttori dell'epoca, si convertì all'aviazione civile. 
L'aviatrice Adrienne Bolland fu ingaggiata come pilota collaudatrice nel 1920. 
Fra le sue imprese a bordo di aerei Caudron si possono ricordare la traversata della Ande su di un G.III nell'aprile 1921.
Nel 1930, La società fa costruire l'Aerodromo di Guyancourt nella regione delle Yvelines (Seine-et-Oise all'epoca).
Vari modelli civili da trasporto e da primati si succederanno fino al 1933.
Il 1º luglio 1933, la società Caudron fu acquistata da Louis Renault. 
Venne costituita allora la société anonyme des avions Caudron per sviluppare degli aerei leggeri come il famoso Caudron Simoun.
Marcel Riffart, direttore della Caudron, è alle dipendenze dirette di François Lehideux, amministratore della Renault all'epoca.

## Lista degli aerei Caudron
(lista parziale)
- Caudron G.II
- Caudron G.3 (1914) biplano monomotore da ricognizione
- Caudron G.4 (1915) bombardiere biplano, biposto e bimotore
- Caudron G.6 (1916) biplano, biposto e bimotore da bombardamento e da ricognizione
- Caudron R.4 (1915) biplano, bimotore triposto da ricognizione
- Caudron R.11 (1917) caccia biplano, triposto e bimotore
- Caudron C.33 (1919) aereo da trasporto a quattro posti
- Caudron C.59 (1921) monomotore d'addestramento biposto
- Caudron C.60 (1921) monomotore d'addestramento biposto
- Caudron C.61 (1921) trimotore da trasporto per 8 passeggeri
- Caudron C.109 (1920), monoplano biposto, record durata di volo femminile (Maryse Bastié, 26 h 47 min, 1929) e di distanza, seconda traversata e prima femminile, del Mediterraneo (Léna Bernstein, 2268 km, agosto 1929)
- Caudron C.430 Rafale (1934) monomotore monoposto da corsa
- Caudron C.440 Goéland (1934) bimotore
- Caudron C.460 Rafale (1934) monomotore monoposto da corsa
- Caudron C.530 Rafale (1934) monomotore monoposto da corsa
- Caudron C.500 Simoun I (1934) Monomotore da turismo
- Caudron C.620 Simoun IV C.500 modificato
- Caudron C.630 Simoun evoluzione del C.620
- Caudron C.640 Typhon (1935) bimotore biposto
- Caudron C.714 (1936) caccia leggero monomotore monoposto